# Julia Stiles
Julia O'Hara Stiles (28. ožujka 1981.), američka filmska i kazališna glumica.
Rođena je u New Yorku, od oca Irca, i majke talijansko-engleskog porijekla. Roditelji joj se bave lončarstvom. Ima sestru Jane i brata Johnnyja, koji su od nje mlađi, te stariju polusestru Bridget, iz očeva prvog braka.
Vrlo rano je počela glumiti, te joj kazalište postaje prva stanica na putu do uspjeha. Obično je nastupala u djelima Williama Shakespearea.
Glumi od 1996. godine, a do sada je ostvarila 20-ak uloga. Glumački partneri su joj bili Jude Law, Matt Damon, pokojni Heath Ledger, i Freddie Prinze Jr. između ostalih.
Zbog svoje uvjerljive glume producentica jednog njezinog filma rekla je da je ona "nova Meryl Streep".
Osim glume, aktivna je i u društvenim pitanjima, a njena politička orijentacija je Demokratska stranka, jer je liberal. Sudjelovala je na raznim dobrotvornim događanjima.
Bivša je veganka. Feminizam je njena ideologija. Mrzi fotografiranje.